# Tema (música)
Un tema en música és algun tipus de material que és utilitzat com a punt de partida o com a base per a la composició d'una peça o d'una part d'una peça musical.
Donada la importància preferent que la melodia té i ha tingut històricament en la música com a element identificador, molt sovint s'ha identificat la noció de tema amb un material melòdic, però el cert és que també pot actuar com a tema un ritme, un acord o una seqüència d'acords, una textura i, fins i tot, un element tímbric.

## Condicions per tal que un material es pugui considerar un tema
Atès que l'essència és servir de punt de partida d'una composició, aquest material esdevé important al llarg de la composició a la qual serveix de base, ja sigui a través de la repetició i/o de la transformació, els dos elements fonamentals —juntament amb el contrast— de la construcció i composició musicals en la immensa majoria d'estils musicals. Per això mateix és fonamental que el tema, per tal que pugui funcionar bé com a tal, compleixi com a mínim tres condicions:
1. Que d'alguna manera o altra es percebi com una unitat, que quan se sent es tingui la sensació que és complet en si mateix. Per això en el cas dels temes que són eminentment melòdics, hi ha algun tipus de correspondència entre tema i frase, de manera que el tema és una frase o en són dues.
2. Que sigui fàcilment recognoscible cada vegada que (re)apareix.
3. Que tingui una certa capacitat de ser transformat de maneres diverses.

## Utilització
Atès que els compositors no van utilitzar de manera deliberada i amb finalitats constructives la transformació del temes fins al Classicisme, alguns, de manera força restrictiva, consideren que, en realitat, no es pot parlar de veritables temes musicals fins a aquest període i estil. És en el Classicisme quan, de la mà de compositors com Haydn i altres s'aborda allò que s'ha denominat desenvolupament temàtic quan hom es refereix a l'anàlisi de les obres, o treball temàtic quan allò que hom analitza és el treball del compositor i les tècniques que utilitza. Aquesta força i importància del tema com a força constructiva s'incrementà, encara més, en el segle xix, sobretot amb el Romanticisme i va minvar a partir de les primeres dècades del segle xx amb el procés de dissolució no sols de la tonalitat sinó també de les principals formes musicals creades en els períodes i estils anteriors.

## Evolució del mot en la història de la música
Des d'una òptica menys restrictiva hom pot parlar de l'existència de temes musicals a l'escola francoflamenca, concretament en l'ús d'algunes tècniques com el cantus firmus (una melodia ja coneguda hi és reutilitzada i transformada) o el contrapunt imitatiu. Semblantment, a la fuga, el subjecte és el tema melòdic que és objecte d'imitació, mentre que en la majoria de casos apareixen, a més, altres temes melòdics complementaris que reben el nom de contrasubjectes.
 Contrapunt 1r de l'Art de la fuga, de Johann Sebastian Bach (?·pàg.)
El tema és igualment essencial com en el procés de composició per part de l'autor com en el procés de comprensió per part de l'oient en formes musicals com les variacions, la sonata —en especial en la secció central de desenvolupament— o en el rondó, on cal gaudir de l'alternança entre aquest tema, el qual apareix generalment invariable com a tornada, i els altres que configuren el material melòdic dels episodis.
 Rondó alla turca, de Mozart (?·pàg.)
La importància del tema en la forma sonata és tal que tradicionalment s'ha conegut aquest tipus de sonata amb el nom de sonata bitemàtica, és a dir, amb dos temes, tot i que aquesta no és l'única forma d'entendre aquesta forma musical. En el cas de la simfonia, que aplica l'estructura formal de la sonata, l'oposició entre temes que és essencial a aquesta forma musical juga amb el valor temàtic del timbre i de l'orquestració: cada un dels dos temes s'acostuma a presentar amb una orquestració ben distinta de l'altra. Sembla que al segle xviii aquesta forma era percebuda més en funció del valor de les zones tonals i de les modulacions que no pas en funció dels seus temes, i que la denominació de bitemàtica és deguda al segle xix i propagada fins ben enllà del segle xx fins que es va començar a preferir parlar de grups temàtics.
 Inici de la simfonia número 40 de Mozart en què els temes compleixen la funció esmentada en la forma sonata (?·pàg.)
En força casos, el tema ha estat dipositari de valors extramusicals, de manera que ben sovint aquest element de la composició ha estat una forma, més encoberta o més diàfana, de vincular-se a una determinada tradició, o d'expressar un determinat simbolisme, o utilitzar-lo com una forma de figuralisme o de retòrica, etc. Així per exemple succeïa en el Renaixement quan es prenia com a tema un determinat cantus firmus o un altre, o quan —en el Classicisme o en el Romanticisme— un compositor preferia fer les seves variacions a partir d'un tema que tenia un determinat origen o un altre, atès que era una manera de retre homenatge a algú o vincular-se a una determinada tradició, escola, etc. Semblantment, Brahms expressa la seva admiració pel classicisme en fer les seves Variacions per a orquestra sobre un tema de Haydn, i Schumann fa el seu tribut a Johann Sebastian Bach quan l'any 1845 escriu sis fugues per a orgue utilitzant el tema de quatre notes si bemoll - la - do - si natural, que amb la nomenclatura alfabètica de les notes en alemany correspon a les lletres B-A-C-H.

Motiu o tema de quatre notes sobre el cognom de Johann Sebastian Bach.

 Tema i tres primeres variacions de les Variacions sobre un tema de Haydn, de Brahms (?·pàg.)

## Relació amb altres materials compusitius
En aquells casos en què un tema melòdic és extremadament curt se l'anomena motiu. Probablement un dels més coneguts sigui el del primer moviment de la cinquena simfonia de Beethoven, que només conté quatre notes, però dona origen a bona part del moviment.

Motiu inicial de la 5a simfonia de Beethoven.

Quan el tema té un clar contingut i significat extramusical, un contingut semàntic a més de l'estrictament sonor se l'anomena leitmotiv, tal com l'anomenà Wagner, el seu inventor.
En el sistema dodecafònic de composició, l'ús de la sèrie no té el mateix sentit que el tema, atès que, tot i que n'és l'element generador, no té aquesta capacitat (ni voluntat) de ser reconegut per l'oient a cada nova aparició.

## Obres utilitzades
- COOK, N. (1988):De l'ambigüité de la notion de 'thème' pour l'analyuse musicale. Analyse Musicale, n. 13. pp. 30–44.
- Gran enciclopèdia de la música.
- NICOLAS, F. (1988): Celà s'appelle un thème. Analyse Musicale, N. 13. Pp 7 i ss.